# Shropshire Lass
Die Rosensorte ‘Shropshire Lass’  ist eine zartrosafarbene, einmalblühende Strauchrose, die von David C. H. Austin 1968 in Großbritannien eingeführt wurde. Gezüchtet wurde die Rose aus einer Kreuzung der hellrosafarbenen Teehybride ‘Mme Butterfly’ und der weißen Albarose ‘Mme Legras de St. Germain’. Die Rosensorte ‘Shropshire Lass’ gehört zu den ersten Englischen Rosen mit einer Albarose als Elternteil.

## Ausbildung

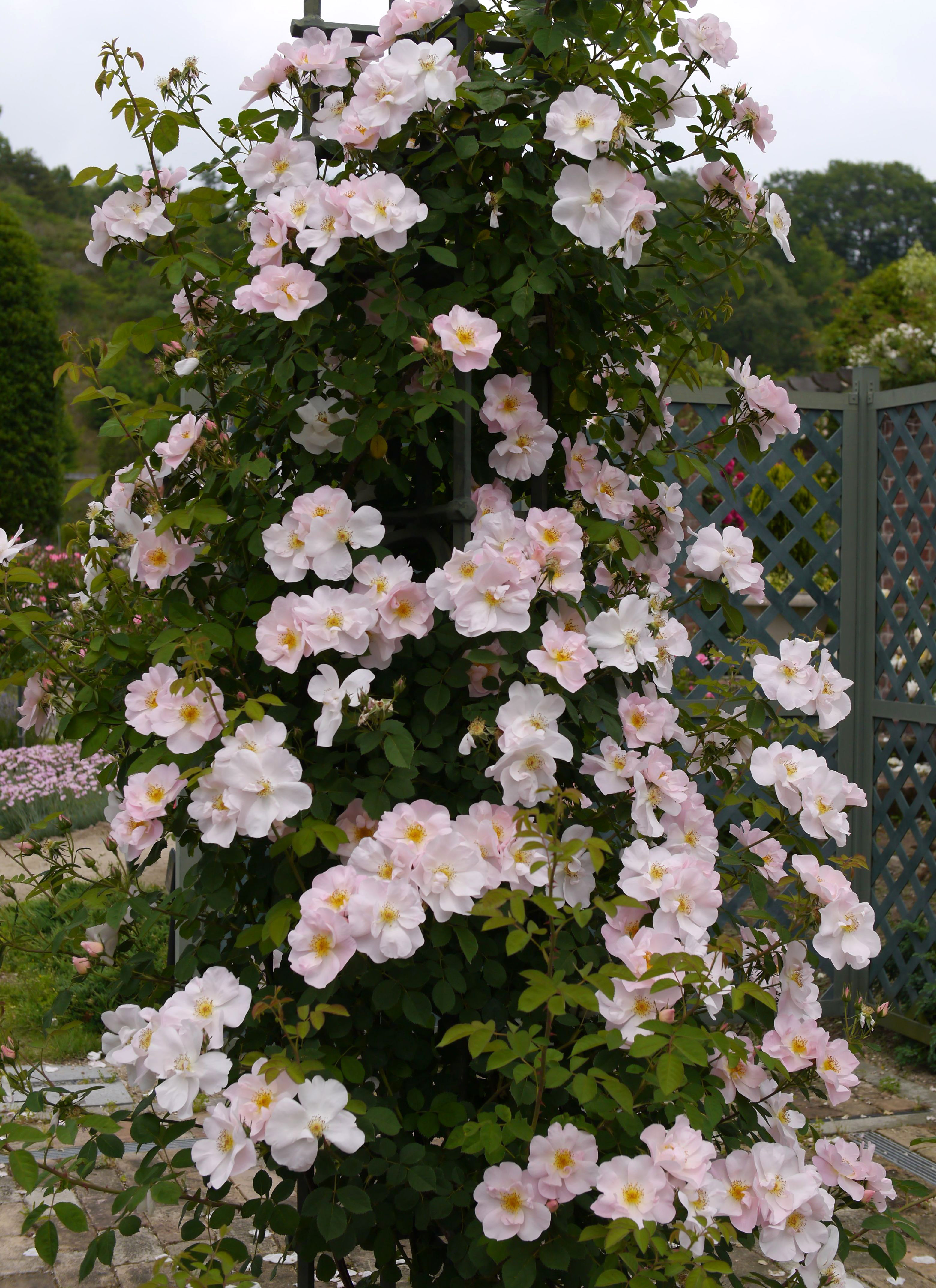
‘Shropshire Lass’ in voller Blüte

Die hoch aufwachsende, stark verzweigte Rosensorte ‘Shropshire Lass’ bildet einen kompakten kräftigen Strauch aus. Die Rosenpflanze wird bis 245 cm hoch und etwa 185 cm breit. Die stärker rankenden Triebe lassen sich zu einer Kletterrose ziehen.
Die einzeln, mitunter auch in kleinen Büscheln angeordneten, hellrosa bis hellzitronengelb gefärbten Blüten aus 8 bis 15 Petalen bilden eine etwa 12 cm große, flache, halbgefüllte Blüte aus. Nach dem Aufblühen werden die goldgelben Staubgefäße in der Mitte der locker angeordneten Blüte sichtbar. Die Rose besitzt üppiges, mittelgrünes, matt glänzendes, spitzes Laub. Die Rose ist durch einen intensiven Myrrheduft charakterisiert, der typisch für Alte Rosen ist.
Die einmalblühende Rose ist winterhart (USDA-Klimazone 4 bis 10). Sie blüht üppig im Frühsommer und bildet im Herbst dekorative Hagebutten aus. Die Rosensorte ist äußerst resistent gegenüber den bekannten Rosenkrankheiten. Die Rose eignet sich zur Hintergrundbepflanzung von Blumenrabatten, Begrünung von Mauern, Pergolen, Rosenbögen und als Solitärstrauch.
Die Rosensorte ‘Shropshire Lass’ wird in zahlreichen Rosarien und Gärten der der Welt, unter anderem im Rosengarten auf der Insel Mainau, auf der Roseninsel im Bergpark in Kassel-Wilhelmshöhe, im Rosengarten von Alnwick Castle, im Chicago Botanic Garden und im Rosarium Petrovic gezeigt.

## Namensgebung
Der Name der Rosenzüchtung stellt eine Hommage an die Grafschaft Shropshire dar, in der David Austin gelebt und die Englischen Rosen gezüchtet hat.